# Source
Source – silnik gry wyświetlający grafikę 3D, będący następcą GoldSrc. Został wyprodukowany przez Valve Corporation. Działa na systemie Windows, Linux, Xboksie, Xboksie 360, PlayStation 3 i komputerach Macintosh.
Silnik miał premierę w październiku 2004, przy okazji wydania Counter-Strike: Source (udostępniona posiadaczom Condition Zero przed premierą Half-Life 2). Valve przeportowało także oryginalnego Half-Life’a (Half-Life: Source).

## Gry oparte na silniku Source
- Alien Swarm
- Black Mesa
- CSPromod
- Dear Esther
- Counter-Strike: Source
- Counter-Strike: Global Offensive
- Dark Messiah of Might and Magic
- Day of Defeat: Source
- Garry’s Mod
- Half-Life: Source
- Half-Life Deathmatch: Source
- Half-Life 2
- Half-Life 2: Deathmatch
- Half-Life 2: Episode One
- Half-Life 2: Episode Two
- Insurgency
- K.O.S Secret Operations
- Left 4 Dead
- Left 4 Dead 2
- Nuclear Dawn
- Portal
- Portal 2
- Postal III
- Realms of Valhallon: Age of Nations
- SiN Episodes
- Team Fortress 2
- The Ship
- The Stanley Parable
- Titanfall
- Twilight War: After the Fall
- Vampire: The Masquerade – Bloodlines
- Vindictus
- Zeno Clash

## Gry oparte na silniku Source 2
- Dota 2[4]
- Artifact[5]
- Dota Underlords[6]
- Half-Life: Alyx[7]
- Counter-Strike 2